# بيير زيمارمان
بيير زيمارمان هو لاعب الجسر ‏ سويسري، ولد في 20 مايو 1955 في لوزان في سويسرا.